# Helena Lima Santos
Helena Lima Santos (Livramento de Nossa Senhora, Bahía, 23 de agosto de 1904 - Salvador, 10 de abril de 1998) fue una profesora, periodista, e historiadora brasileña.

## Biografía
Era hija del matrimonio de Manuel Pedro de Lima y de Leonídia Maria de Lima, era hermana del Primer ministro del Brasil Hermes Lima. Desde su infancia fue a estudiar a la ciudad de Caetité donde, más tarde, ya egresada, volvería como profesora del Instituto de Educação Anísio Teixeira (Escola Normal), designada por el profesor Anísio Teixeira (1926).
Diez años más tarde, en 1936 se casó con el telegrafista José Sátiro dos Santos, con quien tuvo tres hijos, Fernando Lima Santos, que falleció siendo infante, Roberto Lima Santos, y Maurício Lima Santos. Fue, además, Directora de la Escuela Normal.
Ya en los años 1950 publica artículos y folletos sobre la historia local que, en 1976 resultaría en el libro "Caetité, Pequenina e Ilustre", reeditado veinte años después, y en esa ocasión con la gráfica realizada por su hijo Maurício Lima Santos, en Brumado, por la Gráfica e Editora Tribuna do Sertão. Su título se originó de una frase dicha por el profesor Anísio Teixeira, caetiteense
Genealogista, realizó colaboraciones con diversas obras de historia local y regional, por ejemplo sobre Aurélio Justiniano Rocha, de Paramirim; Dário Teixeira Cotrim, de Guanambi, Bartolomeu de Jesus Mendes, sobre Caetité - este último habiendo sido miembro fundador de la Cátedra de la Academia Caetiteense de Letras que tiene a la historiadora por Patrona; Mozart Tanajura, de Livramento, entre muchos otros.
En Caetité, Helena tuvo un papel destacado en la vida sociocultural, especialmente en la Asociación de Damas de la Caridad y del Club de la Amistad. Sus trabajos historiográficos fueron, en gran parte, sobre la base de los registros de João Gumes y de Pedro Celestino da Silva.
En el periódico "Tribuna do Sertão", de su hijo, publicaba seguidamente crónicas de la historia sertaneja que constituyen importante fuente de consulta para los historiadores regionales.

## Algunas publicaciones
- Caetité: "pequenina e ilustre". Editor Escola Gráfica, 152 pp. (1977)

## Honores

### Homenajes
Su retrato engalana la galería de honor, de la Cámara Municipal de Caetité

#### Eponimia
- Importante arteria de Caetité, con su epónimo,[11] además del Patronato de la Cátedra 17 de la Academia Caetiteense de Letras.[3]